# Olga Liubímova
Olga Borísovna Liubímova (en ruso: О́льга Бори́совна Люби́мова; Moscú, Unión Soviética, 31 de diciembre de 1980) es una política rusa, que desde el 21 de enero de 2020 se desempeña como ministra de Cultura de la Federación de Rusia. Anteriormente había trabajado como viceministra de Cultura y como jefa de varios departamentos de diferentes televisiones.

## Biografía
Olga Liubímova nació el 31 de diciembre de 1980 en Moscú. Es hija de Boris Liubímov (actualmente presidente interino de la Escuela Superior de Teatro Mijaíll Shchepkin) y de María Vadimovna Shverubovich (1949-2018), actriz y crítica de teatro, nieta de Nikolái Liubímov un conocido traductor de Cervantes, Boccaccio o Proust y bisnieta del reconocido actor Vasili Kachálov. Estudió durante tres años en un centro religioso, tras lo cual llegó a cuestionarse su fe, según confesó en una entrevista de 2011 en el medio religioso Pravmir  «Llegó a convertirse en un campamento de Al Qaeda (...) Soñaba con estudiar cultura, teatro. No quería saber nada de la iglesia». En 2007 se graduó en la Universidad Estatal de Moscú con una licenciatura en periodismo y en el Instituto Ruso de Arte Teatral (GITIS), donde estudió teatro.
En 2006 comenzó a trabajar en la televisión, primero como redactora jefa en la Dirección de Programas de Televisión del canal de televisión Moskovia Television and Radio Company. Luego, entre 2010 y 2011 como jefa de equipo del programa de información y análisis de la Dirección de Programas de Información de la Compañía Estatal de Radio y Televisión Kultura (GTRK). Después, entre 2011 y 2012, trabajó como jefa de producción de documentales en el Departamento de Programación del Canal de Televisión TV3. En 2015 asumió el puesto de asesora de la Sección de Apoyo Estatal para Películas de Animación y No Ficción del Departamento de Cine del Ministerio de Cultura de la Federación Rusa, puesto en el que permaneció hasta 2016 cuando fue nombrada subdirectora de la Dirección de Programas y Reportajes Sociales del Canal Uno. Ese mismo año fue nombrada subdirectora de la Dirección de Programas y Reportajes Sociales del Canal Uno, hasta 2018 cuando se le encargó que asumiera el puesto de directora del Departamento de Cine del Ministerio de Cultura de Rusia.

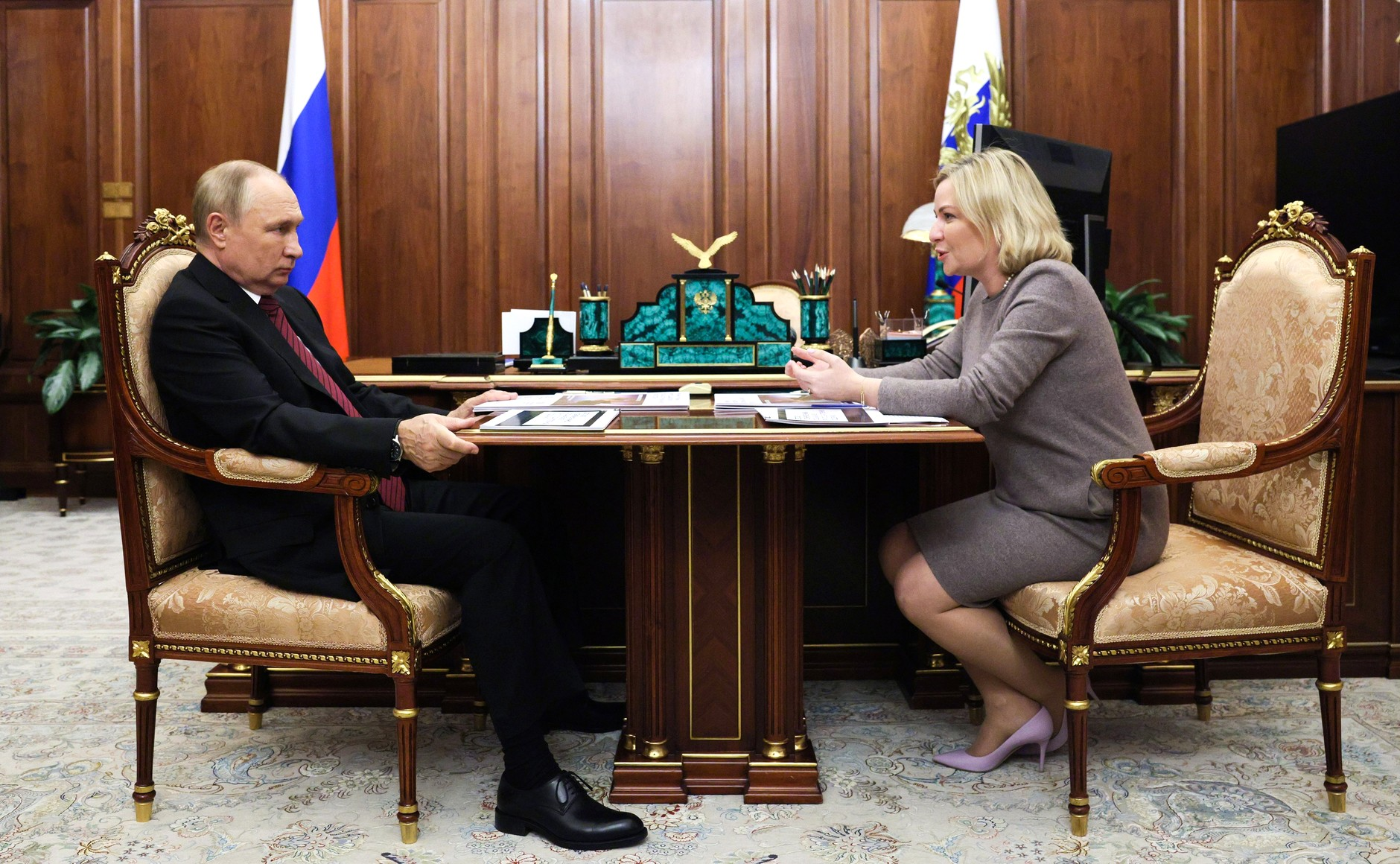
Liubímova en una reunión con Putin el 3 de octubre de 2022

El 21 de enero de 2020 el presidente de Rusia, Vladímir Putin la nombró ministra de Cultura de la Federación de Rusia por medio de una Orden Ejecutiva Presidencial. Su nombramiento como ministra de Cultura fue controvertido debido a que en 2008 escribió en un blog de la plataforma LiveJournal: «Simplemente no puedo soportar ir a exhibiciones, a museos, a la ópera» y explicó que «He estado en París, pero no en el Louvre... He visitado el British Museum, la National Gallery, y unas docenas de museos europeos y rusos, y reconozco que perdí el tiempo».  Sin embargo, recibió el apoyo del crítico de cine Antón Dolin, quien escribe para la revista Iskusstvo Kinó, que dijo en Facebook estar «sinceramente feliz» del nombramiento de una «mujer joven, inteligente, educada y pragmática, alejada del fanatismo y el cinismo».
Liubimova fue la encargada de representar a Rusia en el funeral del papa Francisco que se celebró el 26 de abril de 2025 en Roma. En junio, realizó un viaje oficial a Corea de Norte, con motivo del primer aniversario del Tratado de Asociación Estratégica Integral entre Corea del Norte y Rusia. Durante el viaje se reunió con el líder norcoreano, Kim Jong-un. Posteriormente, ambos asistieron a un acto cultural, en el Gran Teatro de Piongyang con artistas de ambos países en el que se rindió homenaje a los soldados coreanos muertos en combate en la Ofensiva de Kursk. Finalmente el ministro de Cultura norcoreano, Seung Jong-gyu, y Liubímova firmaron el «Plan de cooperación cultural 2025-2027» para ampliar y fortalecer los intercambios culturales entre ambos países.